# Герард ван Спандонк
Герард (Жерар) ван Спандонк (нід. Gerard van Spaendonck; 22 березня 1746 — 11 травня 1822) — нідерландський художник, ботанічний ілюстратор.

## Біографія
Герард народився в Тілбурзі, був старшим братом Корнеліса ван Спандонка, який також був відомим художником. У 1760-х роках він навчався у художника-декоратора Віллема Якоба Геррейнса (також відомого як Гійом-Жак Геррейнс) в Антверпені. У 1769 році він переїхав до Парижа, де в 1774 році був призначений художником-мініатюристом при дворі Людовика XVI. У 1780 році він змінив Франсуазу Басспорт на посаді професора квіткового живопису в ботанічному саду Jarden des Plantes, а невдовзі після цього був обраний членом Академії вишуканих мистецтв. Серед його учнів були П'єр-Жозеф Редуте та Анрієтт Вінсент.
Герард ван Спандонк творив як олійними фарбами, так і аквареллю. Він надав понад п'ятдесят робіт до «Les Vélins du Roi», відомої колекції ботанічних акварелей, що належали французькій королівській родині. З 1799 по 1801 рік він опублікував двадцять чотири пластини Fleurs Dessinees d'apres Nature (Квіти, намальовані з натури), які були високоякісними гравюрами для студентів, що вивчають квітковий живопис. Сьогодні Fleurs Dessinées d'après Nature є дуже цінною книгою про флористичне мистецтво.
У 1788 році його було призначено радником Академії, а у 1795 році він став одним із засновників Інституту Франції. У 1804 році він отримав Орден Почесного легіону, а невдовзі після цього Наполеон  удостоїв його дворянським званням.
Спандонк помер у Парижі 11 травня 1822 року та був похований на кладовищі Пер-Лашез.

## Gallery

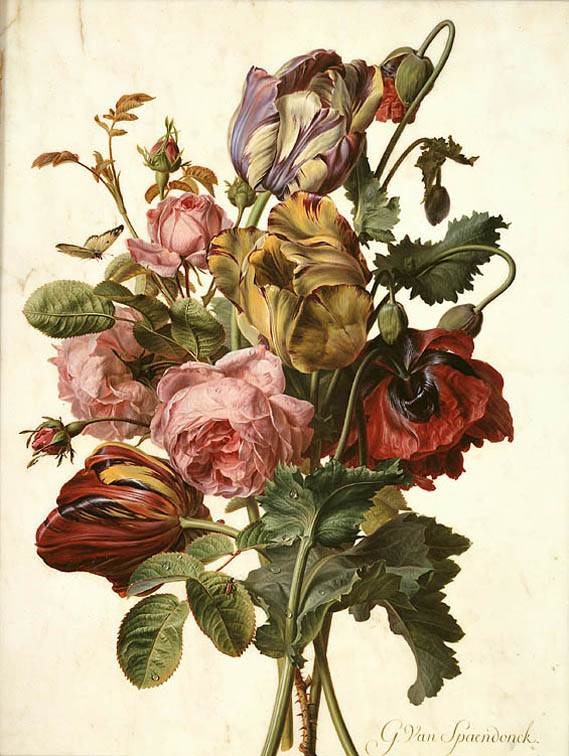
Букет із тюльпанів, троянд та опійного маку, з блідим жовтим метеликом, червоним жуком-довгунцем та семиплямистим сонечком
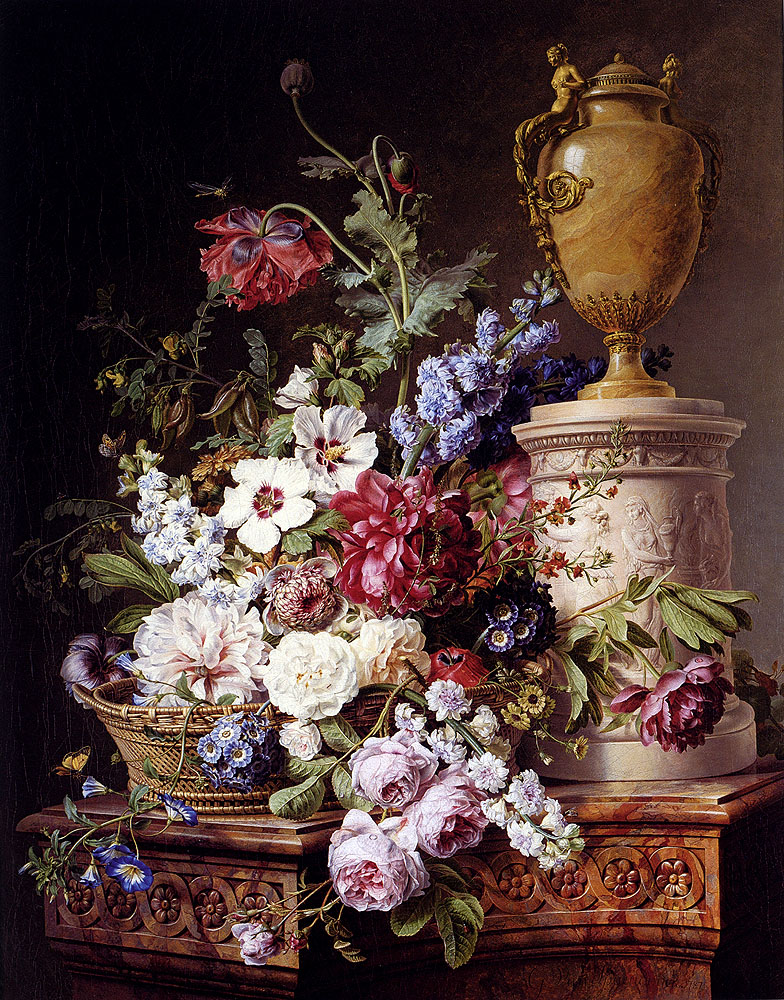
Натюрморт з квітами в кошику з двома метеликами, бабкою, мухою та жуком біля алебастрової урни на мармуровому постаменті
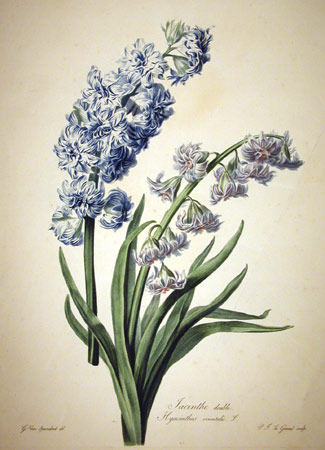
Подвійний гіацинт.
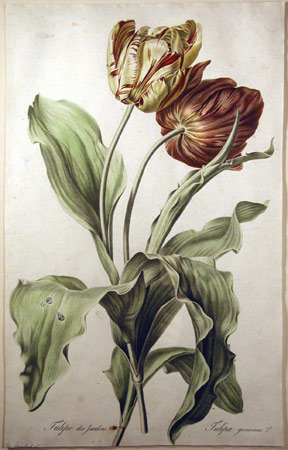
Тюльпан